# Đorđe Jovanović (football)
Đorđe Jovanović est un footballeur serbe né le 15 février 1999 à Leposavić. Il évolue au poste d'attaquant au Maccabi Haïfa, en prêt du FC Bâle.

## Biographie

### En club
En 2016, il intègre la première équipe du Partizan Belgrade. Il dispute quelques rencontres amicales avant de commencer dans les compétitions officielles le 11 décembre 2016 en championnat face au FK Čukarički, en entrant à la 89e minute à la place d'Uroš Đurđević. Il marque son premier but avec le Partizan Belgrade le 24 septembre 2017, contre le FK Rad Belgrade.
Le 31 janvier 2019, il est transféré du KSC Lokeren au Cádiz CF pour 1 M€.
Le 17 août 2023, il est transféré et signe un contrat de 4 ans au FC Bâle. Début juillet 2025, il rejoint en prêt le Maccabi Haifa FC pour une saison.

### En sélection
Avec les moins de 17 ans, il participe au championnat d'Europe des moins de 17 ans en 2016. Lors de cette compétition, il joue deux matchs, contre l'Italie et les Pays-Bas.

## Palmarès
- Champion de Serbie en 2017 avec le Partizan Belgrade
- Vice-champion de Serbie en 2018 avec le Partizan Belgrade